# Templo romano de Évora
O Templo Romano de Évora, erroneamente conhecido como Templo de Diana, está localizado na cidade de Évora, em Portugal. Faz parte do centro histórico da cidade, o qual foi classificado como Património Mundial pela UNESCO. O templo romano encontra-se classificado como Monumento Nacional pela Direcção-Geral do Património Cultural. É um dos mais famosos marcos da cidade e um dos símbolos mais significativos da presença romana em território português.
Está situado no Largo Conde de Vila Flor, na freguesia da Sé e São Pedro, fazendo conjunto com a Sé de Évora, Tribunal da Inquisição, Igreja e Convento dos Loios, a Biblioteca Pública de Évora e o Museu.

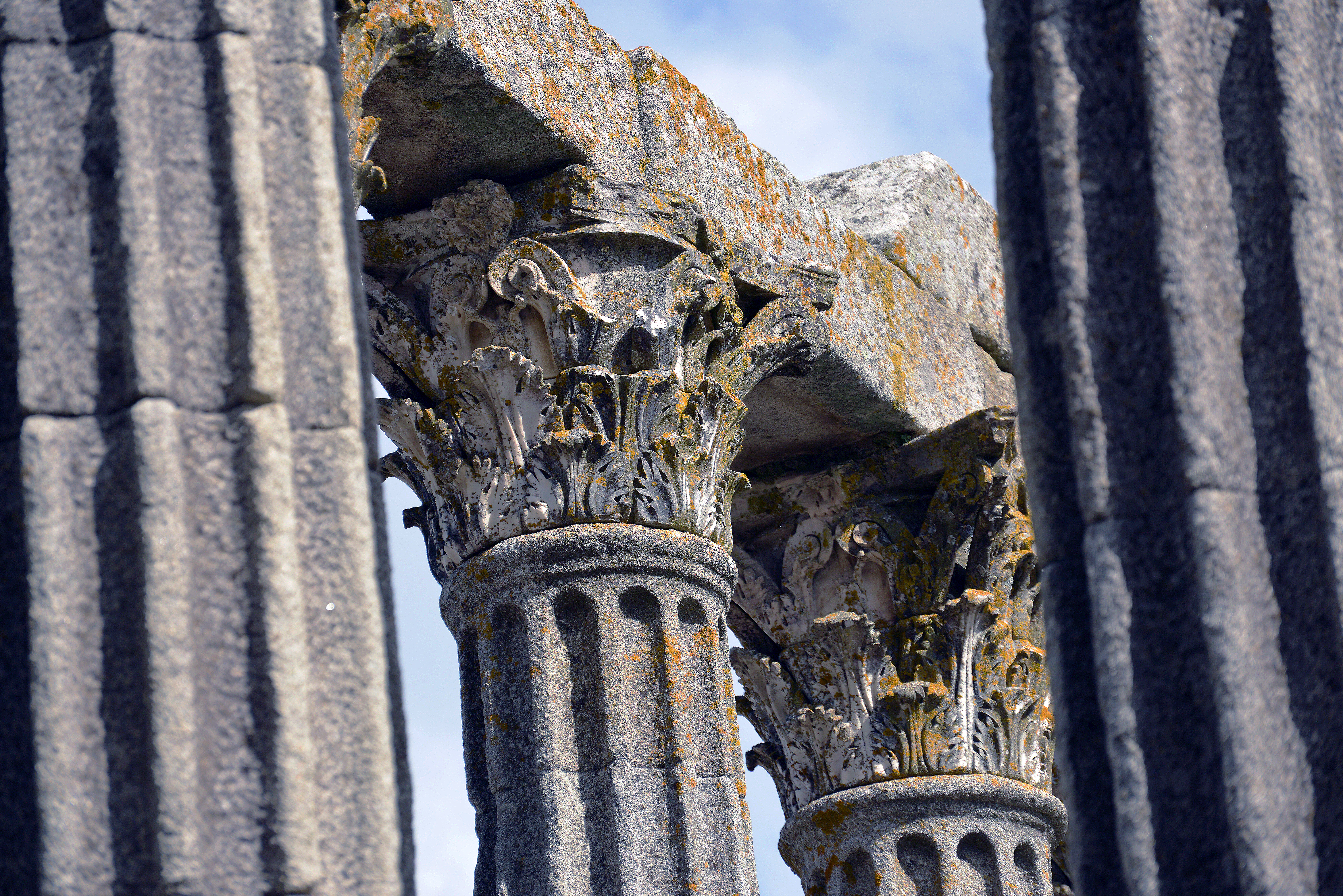
Pormenor de dois capitéis do templo, em 2015.

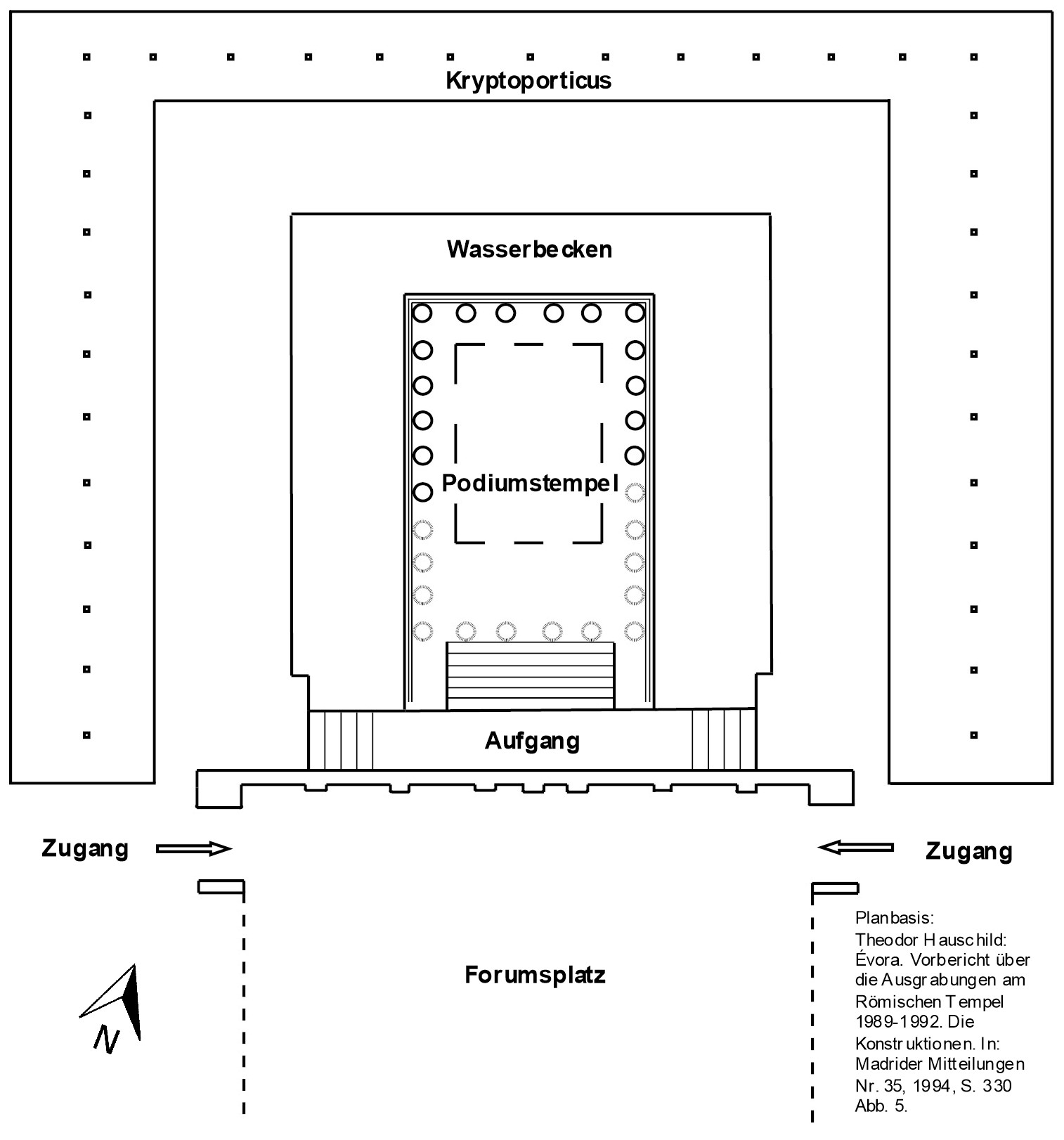
Planta do antigo fórum romano, vendo-se o templo no centro, rodeado por um espelho de água e por um criptopórtico.

## Descrição

### Localização
O templo estava situado no ponto mais alto da acrópole da cidade romana, fazendo originalmente parte de um complexo urbano conhecido como fórum, que era normalmente o centro de uma cidade romana, rodeado por um pórtico. O templo em si estava rodeado por um tanque de água, demonstrando que o elemento aquático teria uma grande importância, do ponto de vista religioso. O complexo também poderia ter incluído uma basílica, cujas colunas partilhavam algumas características com as do templo romano.

### Arquitectura
O templo é um exemplo da arquitectura religiosa do período romano, sendo de forma rectangular, com as colunas organizadas nos estilos hexástilo e períptero. O modelo utilizado na construção do edifício foi o mesmo utilizado na instalação dos templos do imperador Trajano e do imperador Adriano, no século II d.C., sendo semelhante ao templo de Maison Carrée, na cidade francesa de Nîmes.
De todo o antigo edifício, apenas se conservaram o pódio, partes da colunata e fragmentos da arquitrave e friso, que eram suportadas pelas colunas. O pódio (Podium) está situado numa base com cerca de 25 m por 15 m e 3,5 m de altura, construída em cantaria de granito de forma irregular (opus incertum). A plataforma do pódio (podium) tem uma altura de quatro metros, e estava decorada com silhares no perfil da base, na moldura e nos cantos, sendo as partes restantes em opus caementicium. O acesso à plataforma faz-se por uma escadaria, que ainda é visível apesar do seu estado de conservação. Sobre a plataforma estão situadas as colunas, das quais sobreviveram catorze exemplares. Do lado Norte, ainda restam as seis colunas originais, tal como partes da arquitrave e do friso, enquanto que a Oeste apenas três colunas permaneceram inteiras, uma das quais sem capitel nem base, e alguns vestígios da arquitrave e do friso. As colunas, em estilo greco-romano e corínto, apresentam fustes canelados, sendo formadas por sete tambores de dimensões irregulares. Possuem bases de forma circular, esculpidas em mármore branco de Estremoz, e são rematadas por capitéis do mesmo material, apresentando igualmente o estilo coríntio, sendo decoradas com três ordens de folha de acanto e ábacos, onde foram esculpidos flores e florões, representando malmequeres, girassóis e rosas. Os capitéis apresentam várias divergências nos seus pormenores, o que prova que foram feitos por vários indivíduos, com diferentes níveis de competência. As colunas suportavam um conjunto de arquitrave e friso, dos quais ainda sobraram algumas partes. O resto do edifício foi feito em granito, oriundo da zona de Évora. Apesar do granito e do mármore serem materiais de características muito diferentes, foram combinados de maneira engenhosa pelos construtores do edifício, resultando num conjunto muito harmonioso. No edifício também foi utilizado mármore de Vila Viçosa. O mármore de Estremoz, oriundo da Serra de Ossa, foi provavelmente escolhido por ser o mais semelhante, em território nacional, ao de Carrara.
Não sobraram quaisquer vestígios das estruturas interiores do templo, tendo as paredes internas sido demolidas durante as adaptações a mesquita e igreja, de forma a ganhar mais espaço, enquanto que durante a instalação do matadouro foi construída uma calçada em declive sobre o pavimento anterior, de forma a fazer o sangue dos animais escorrer até ao portal. Parte da antiga zona do fórum em si está coberta por outros edifícios, principalmente o Museu de Évora. Numa das fachadas laterais do templo foi encontrado uma inscrição, que foi identificada como um tabuleiro para o jogo de Alquerque, e que poderá ter sido gravada pelos trabalhadores antes da construção do edifício.

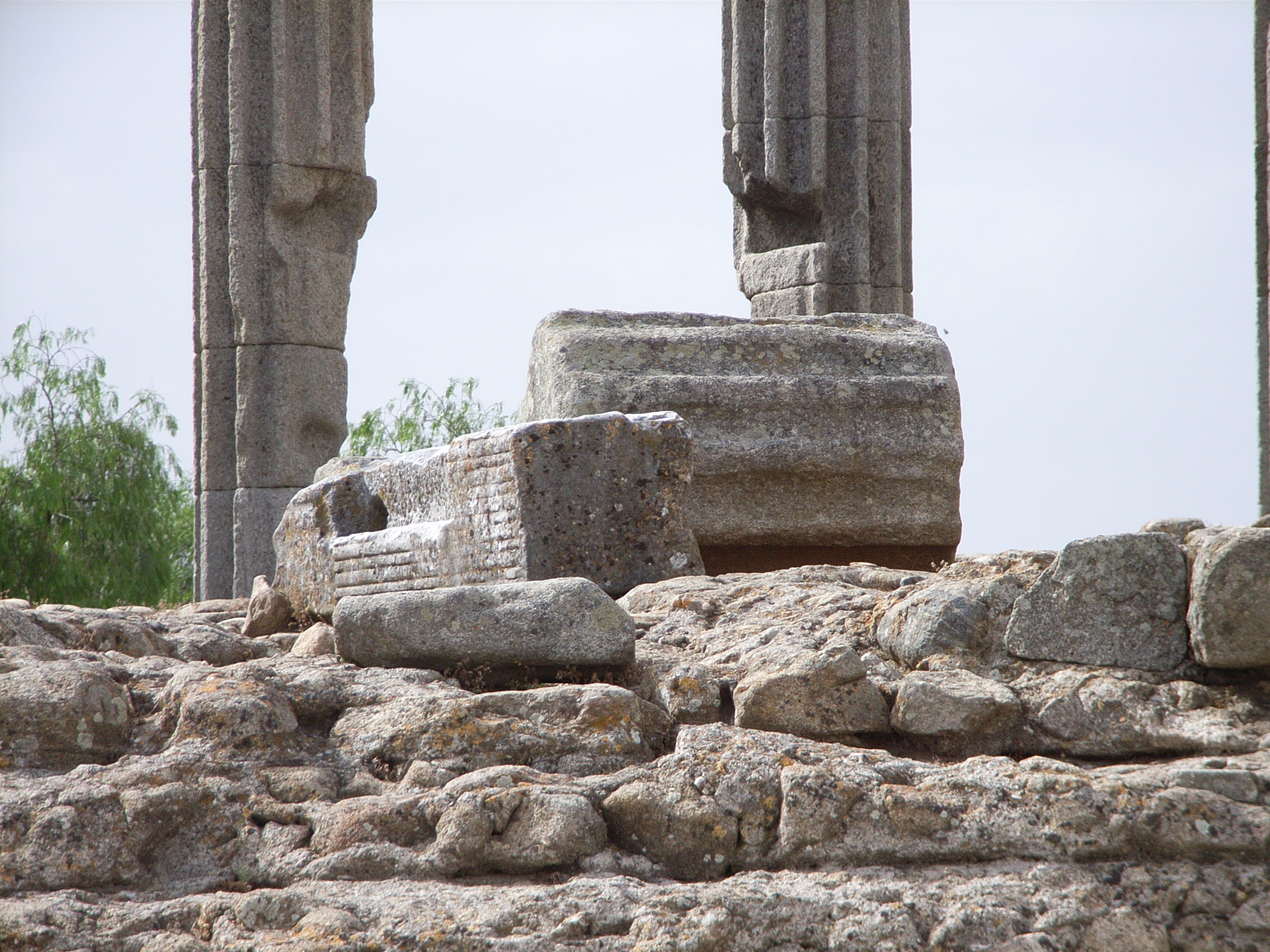
Templo Romano em 2005, vendo visíveis restos de estruturas no seu interior.

### Espólio
O espólio arqueológico encontrado no local consiste em peças de cerâmica campaniense, de vidro, de terra sigillata itálica, hispânica e africana, de paredes finas, comum diversa, e cinzenta. Do período romano foram ainda encontradas ânforas e uma lucerna. Quanto a cronologias muçulmanas, foram descobertos potes, jarros, uma taça, panelas, uma tigela de corda seca em tons de verde e manganês, um alguidar e um candil. Foram igualmente recolhidas diversas peças de mármore, incluindo uma mão a segurar uma patera, partes de dedos de estátuas, e um possível pedestal de estátua. Durante as sondagens da década de 1990 foram encontradas duas mãos incompletas em mármore, uma delas com anéis em dois dedos, que pode indicar que pertencia a uma estátua feminina, e que segurava uma caixa redonda com vinte e duas bolas, talvez representando incenso, pelo que a caixa poderia ser do tipo cerimonial (Acerra ou Píxide).
No pavimento do templo foi descoberta uma ara em mármore, em avançado estado de degradação, tendo a maior parte do texto desaparecido, sendo insuficiente para determinar se tinha sido dedicado a um imperador ou a uma divindade.

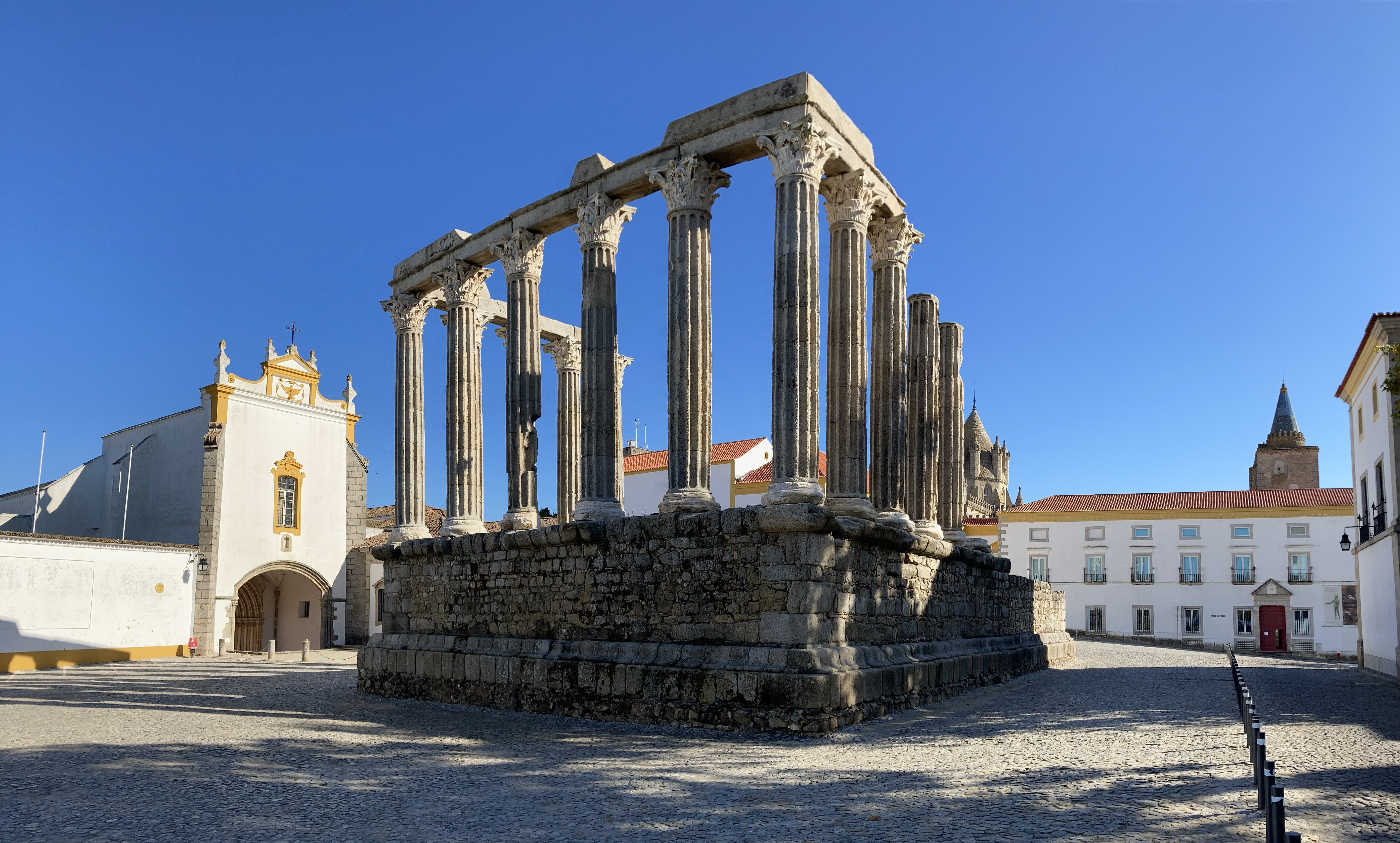
Templo romano de Évora em 2021.

### Importância, classificação e denominação
O Templo Romano de Évora é considerado um dos edifícios do seu tipo melhor conservados em toda a Península Ibérica, e é um exemplar único em Portugal. Está classificado como Monumento Nacional pelo governo português, e como Património Mundial, como parte do Centro Histórico de Évora, pela Organização das Nações Unidas para a Educação, a Ciência e a Cultura.
O monumento ficou conhecido como Templo de Diana devido a uma teoria avançada pelo padre jesuíta Manuel Fialho no século XVII, que era dedicado a Diana, deusa romana da caça, e às semelhanças com o Templo de Diana, na cidade espanhola de Mérida. Na revista Panorama n.º 24, de 1945, o templo foi descrito como sendo dedicado à Deusa da Graça.
A denominação de Templo de Diana manteve-se até às décadas de 1980 e 1990, quando foi descoberto que o templo tinha sido dedicado ao imperador Augusto.

## História

### Período romano

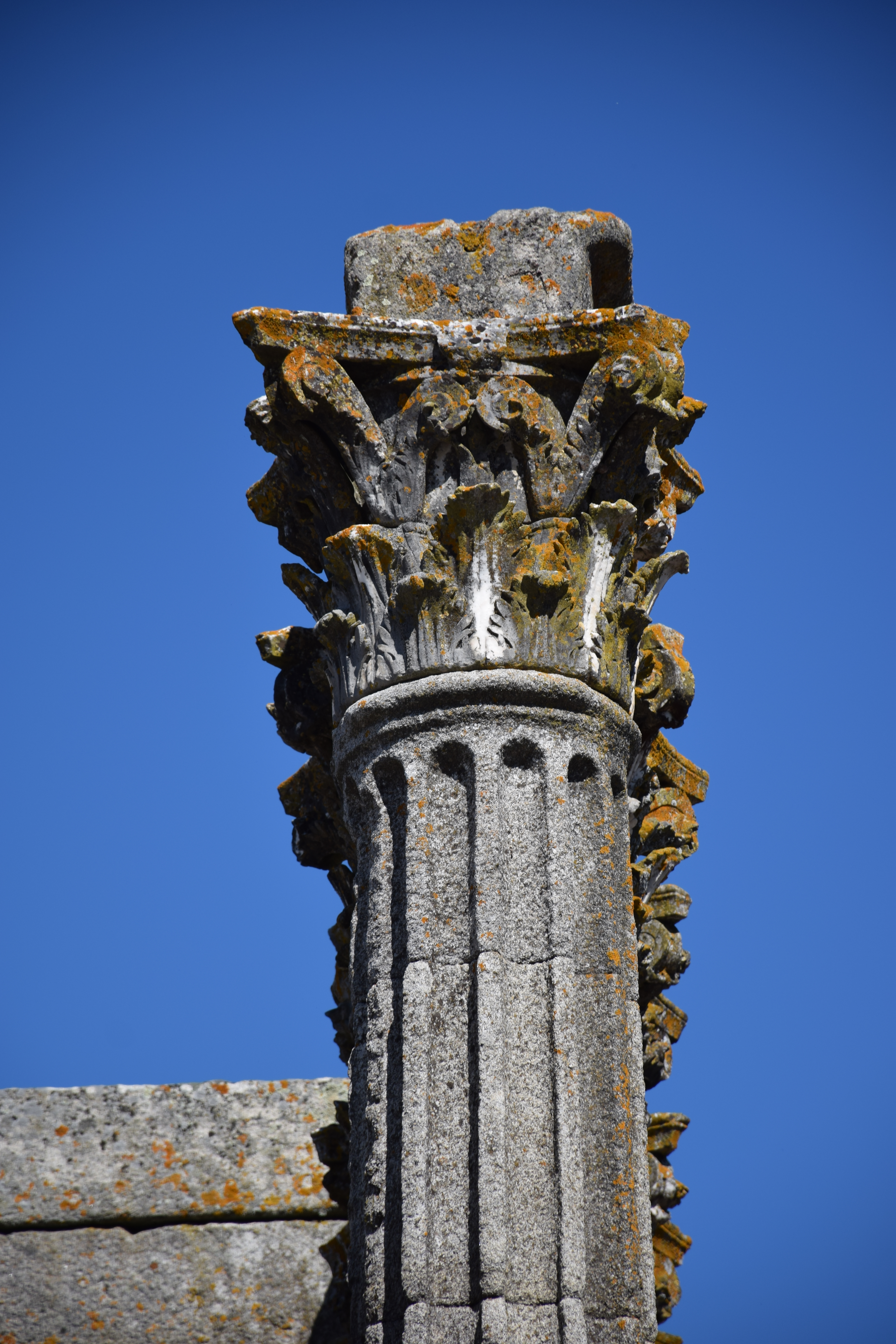
Pormenor de um capitel coríntio.

O Templo de Évora começou a ser construído no século I d.C., numa altura em que a Península Ibérica estava sob o domínio da civilização romana.  Foi edificado como parte de um programa de renovação urbana da cidade, então denominada Liberalitas Iulia Ebora, tendo sido dedicada ao imperador Augusto, cujo poder estava nessa altura numa fase de afirmação. No entanto, as obras arrastaram-se durante os dois séculos seguintes, devido a alterações na estrutura urbana envolvente, uma vez que o culto imperial levou à construção de uma cidadela. Segundo a tradição, o templo terá sido fundado por ordem do general Quinto Sertório, quando este tomou a cidade de Ebora aos povos eborenses, cerca de 70 a.C.. O templo teria sido uma das grandiosas estruturas construídas por Sertório como parte de um programa de desenvolvimento da cidade, e que teria incluído igualmente as muralhas e torres, um palácio, um aqueduto e um arco triunfal. Uma das histórias sobre o templo, preservada através da tradição oral e referenciada por autores antigos, refere que o aqueduto terminava num tanque em redor do templo, sendo depois a água canalizada para uma fonte junto ao arco triunfal. Com efeito, em escavações no século XX foi encontrado um tanque que rodeava o templo em três lados, e das canalizações que escoavam a água. Outros autores afirmaram que o templo teria sido construído posteriormente, durante a época imperial de Roma, sendo uma das teorias nesse sentido que a arte da escultura romana ainda não tinha atingido, durante o período de Sertório, um grau de habilidade suficiente para esculpir os capitéis do templo. No entanto, embora a arte da estatuária romana ainda não estivesse totalmente desenvolvida, nesse período já existiam trabalhos de escultura nos capitéis muito avançados, devido ao emprego de artistas gregos.
O templo poderá ter sido abandonado no século IV, período em que parte dos edifícios religiosos romanos na Hispânia começaram a perder a sua importância, devido ao avanço do cristianismo.

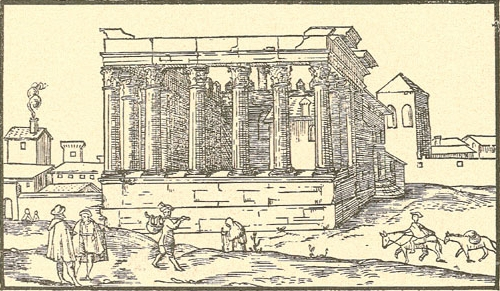
Gravura do Templo de Évora, baseada numa xilografia que terá sido feita no século XIV.

### Idades Média e Moderna
O edifício foi parcialmente destruído no século V, durante as invasões dos povos bárbaros. Em 716 os muçulmanos tomaram a cidade, tendo o templo romano provavelmente sido transformado numa mesquita fortificada, com muralhas ameiadas. No entanto, é possível que a conversão do edifício em estrutura militar já tenha ocorrido anteriormente, durante a época visigótica. O domínio islâmico de Évora durou até 1165, ano em que foi reconquistada por Geraldo Geraldes como parte de uma campanha militar no Alentejo, tendo provavelmente o templo sido convertido em igreja. Com efeito, esta era uma prática muito comum neste período, devido à necessidade imediata de um edifício dedicado ao culto cristão, enquanto que construir uma igreja de raiz seria um processo muito demorado. Um dos vestígios da sua adaptação a igreja terá sido um campanário no lado superior do monumento. O acesso ao edifício era feito através de uma porta entre as duas colunas centrais, com dois ou três degraus para vencer o desnível em relação à rua, que chegava sensivelmente até à base do antigo templo. Também se avançou a teoria que teria sido a Sé Velha de Évora, uma vez que foi referenciada em vários documentos, mas não se chegaram a encontrar vestígios físicos deste edifício. O templo romano terá albergado a sé até 1204, quando o bispo D. Paio consagrou o novo edifício da Sé. O templo foi alvo de obras durante os períodos mudéjar e manuelino, tendo sido durante estas fases que foram colocados os merlões em forma de pirâmide.
Mais tarde foi reutilizado como uma torre militar, funcionando como casa-forte do Castelo de Évora durante o século XIV. Nesse período também começou a ser utilizado como açougue, na sequência da atribuição do Foral de Évora pelo rei D. Manuel I de Portugal, em 1501. De acordo com um documento encontrado pelo cónego D. João da Anunciada, durante o século XIV o edifício do templo também funcionou como celeiro. Durante o século XVII, o padre jesuíta Manuel Fialho avançou a teoria que o templo tinha sido dedicado a Diana, deusa romana da caça, criando desta forma uma lenda que permaneceu durante cerca de quatro séculos. Um dos motivos para esta teoria foi a sua fundação lendária por parte de Sertório, já que se pensava que Diana seria a sua deusa preferida. No entanto, esta hipótese foi criticada por outros autores, que defenderam que não existiam provas suficientes para garantir que o templo seria dedicado à deusa Diana. Também se especulou que o templo teria sido consagrado ao deus Júpiter, devido à decoração coríntia, destinada normalmente a divindades masculinas, enquanto que a Ordem Jónica era utilizada em templos dedicados a femininas.

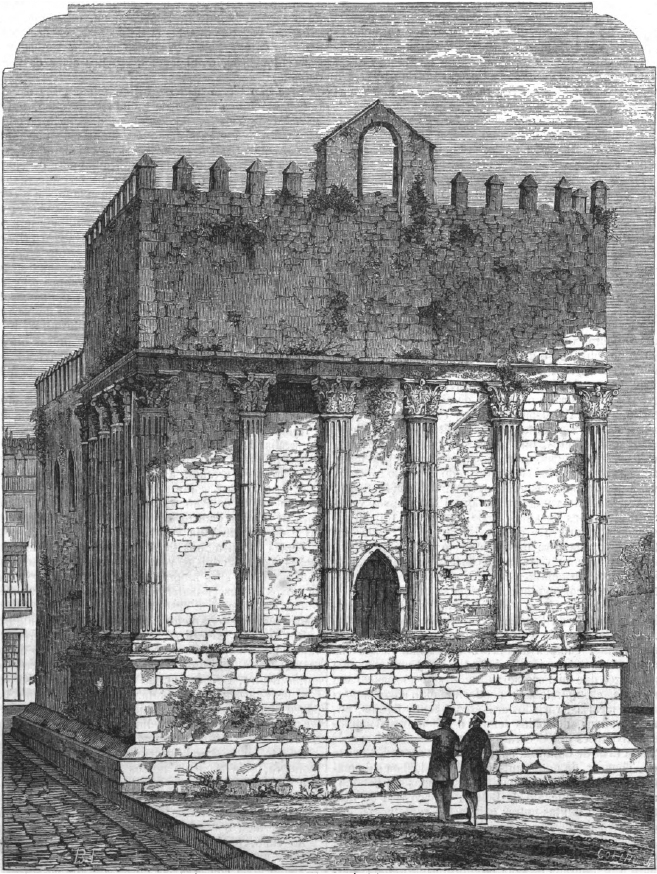
Gravura de 1865 do Templo.

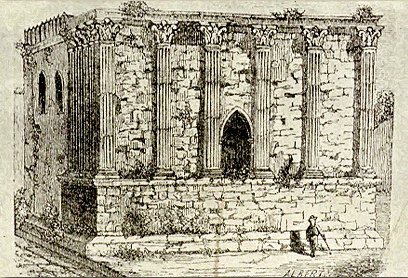
Gravura de 1870 do Templo.

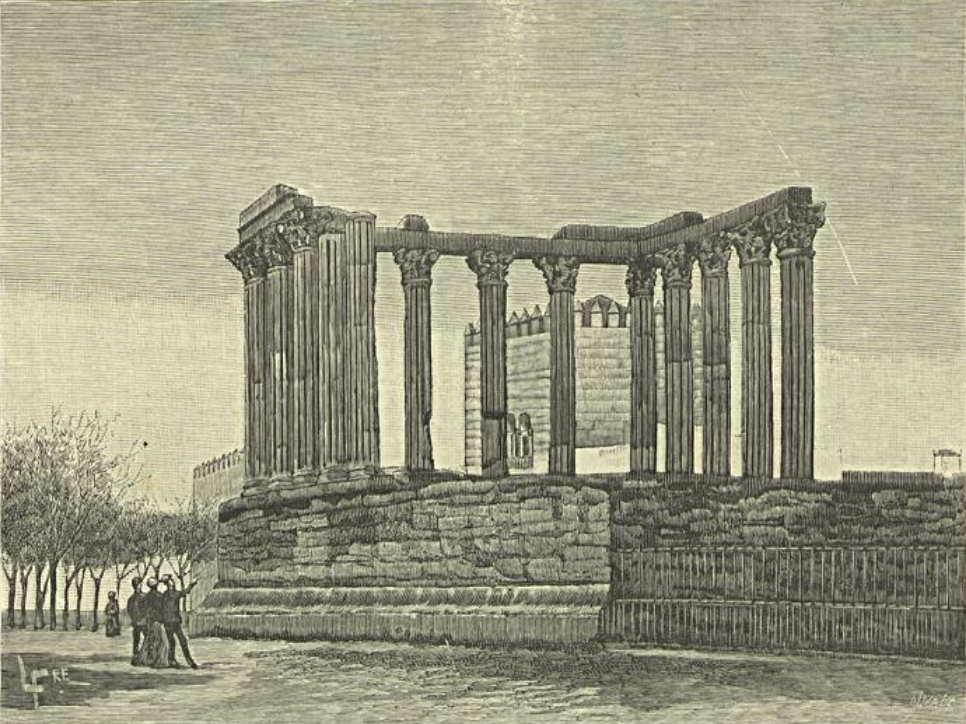
Vista do Templo após as obras de remoção das estruturas medievais, na década de 1870.

### Século XIX
Nos princípios do século XIX, avançou-se a teoria de que os capitéis do templo de Évora não tinham sido fabricados na região, mas transportados a partir de Atenas ou Roma, devido à sua perfeição, e ao estado de decadência em que as artes da arquitectura e escultura se encontravam nos princípios de oitocentos em Portugal. Porém, é mais provável que tenham sido produzidas localmente, devido à proveniência dos materiais, e à descoberta de várias peças semelhantes em sítios arqueológicos do período romano nas proximidades de Évora, como na Herdade da Coberta.
Em 1836, deixou de funcionar como açougue, devido à influência do Governador Civil de Évora, António José de Ávila, que considerava que aquela utilização era indigna para o monumento. Esta opinião era partilhada pelo escritor francês Alfred Germond de Lavigne, que na sua obra Itinéraire descriptif, historique et artistique de l'Espagne et du Portugal, publicada em 1866, descreveu o templo como «s'est prosaïquement transformé en une boucherie.» («transformado prosaicamente em açougue»). No entanto, a autarquia não acatou totalmente a ordem para encerrar o açougue, pois embora tenha sido encerrado, permaneceram as estruturas no interior do edifício, como os tanques de cortumes. Nesta altura ainda mostrava os merlões em forma de pirâmide, e as empenas cegas de onde se destacavam as colunas. Após o encerramento do açougue, foram demolidas as estruturas anexas ao alçado Norte do edifício, iniciando-se depois uma intervenção que pode ser considerada como o primeiro grande trabalho arqueológico a nível nacional, durante a qual foram escavados os tanques que pertenciam a um aqueduto primitivo.
Em meados da centúria já se punha em dúvida a consagração do templo a Diana, tendo a Revista Universal Lisbonense de 25 de Abril de 1844, publicado uma carta que tinha sido enviada em Novembro do ano anterior pelo Prelado de Beja, sobre o templo romano de Évora: «Este edificio romano é o melhor conservado dos Alpes para o Occidente; apesar de adulterado pelos Arabes e mal estimado por nós. É sem contradicta romano. Os romanos eram religiosos até na edificação dos templos dos seus deuses destinando a architectura corinthia para os deuses, e a jonica para as deusas. O templo d'Evora é de architectura corinthia perfeitissima; os capiteis de mão mestra; columnas regularissimas: as bases dóricas; o plinto em proporção á elegância do todo em qualquer ponto de vista proximo ou remoto, tudo na maior exactidão corinthia. [...] Sendo, pois, este templo de architectura corintia, não póde julgar-se dedicado a Diana. Resolvo-me enviar a V. estas reflexões, que não são minhas, são de sabios antiquarios estrangeiros, que me honraram com a sua amisade, e direi os seus nomes bem conhecidos em Portugal, sendo necessario; porque, indo ávante o bello pensamento do nosso augusto rei, e executando-se pelo Exm.º Ministro do Reino não succeda improperar-nos acrimoniosamente algum estrangeiro, de que não eram capazes os civilisados sabios que em Evora tive o gosto de tractar: fique tudo isto á discrição de V., communicando-se ao Illm.º Ministro do Reino, se V. julgar conveniente, para evitar que algum diploma se lavre com este erro popular (se o é) corrente em Evora.».
Em 1860 foram feitas as obras de remoção das alvenarias em volta da estrutura original, e em 1863 Augusto Filipe Simões, arqueólogo e lente na Universidade de Coimbra. apresentou uma proposta para que fossem abatidas as paredes entre as colunas e todas as estruturas do período medieval anexas ao edificio, de forma a que o templo retomasse a sua forma original. Em 1871 decidiu-se colocar à vista as colunas e os capitéis, tendo para isso sido contratado o arquitecto e cenógrafo Giuseppe Cinatti. As obras foram feitas pela autarquia, durante o mandato de Manuel de Paula da Rocha Viana como presidente da câmara. Estas modificações permitiram um estudo mais detalhado do templo, principalmente da sua estrutura e da superfície do pódio. Apesar das várias modificações e de ter sofrido vários sismos moderados, o templo continuou em pé, o que demonstrou a resistência da sua construção. Augusto Filipe Simões também conseguiu que o monumento funcionasse temporariamente como museu arqueológico, durante o século XIX. Também durante o século XIX, foram removidos os terrenos em redor do templo, por ordem do rei D. Fernando II de Portugal, quando este visitou a cidade de Évora, em conjunto com a rainha D. Maria II, e reparou que o edifício estava parcialmente enterrado. A demolição das paredes do matadouro no século XIX fez com as estruturas originais ficassem mais vulneráveis aos efeitos dos sismos e do clima, embora estes riscos tenham sido mitigados pela resistência natural destes materiais.

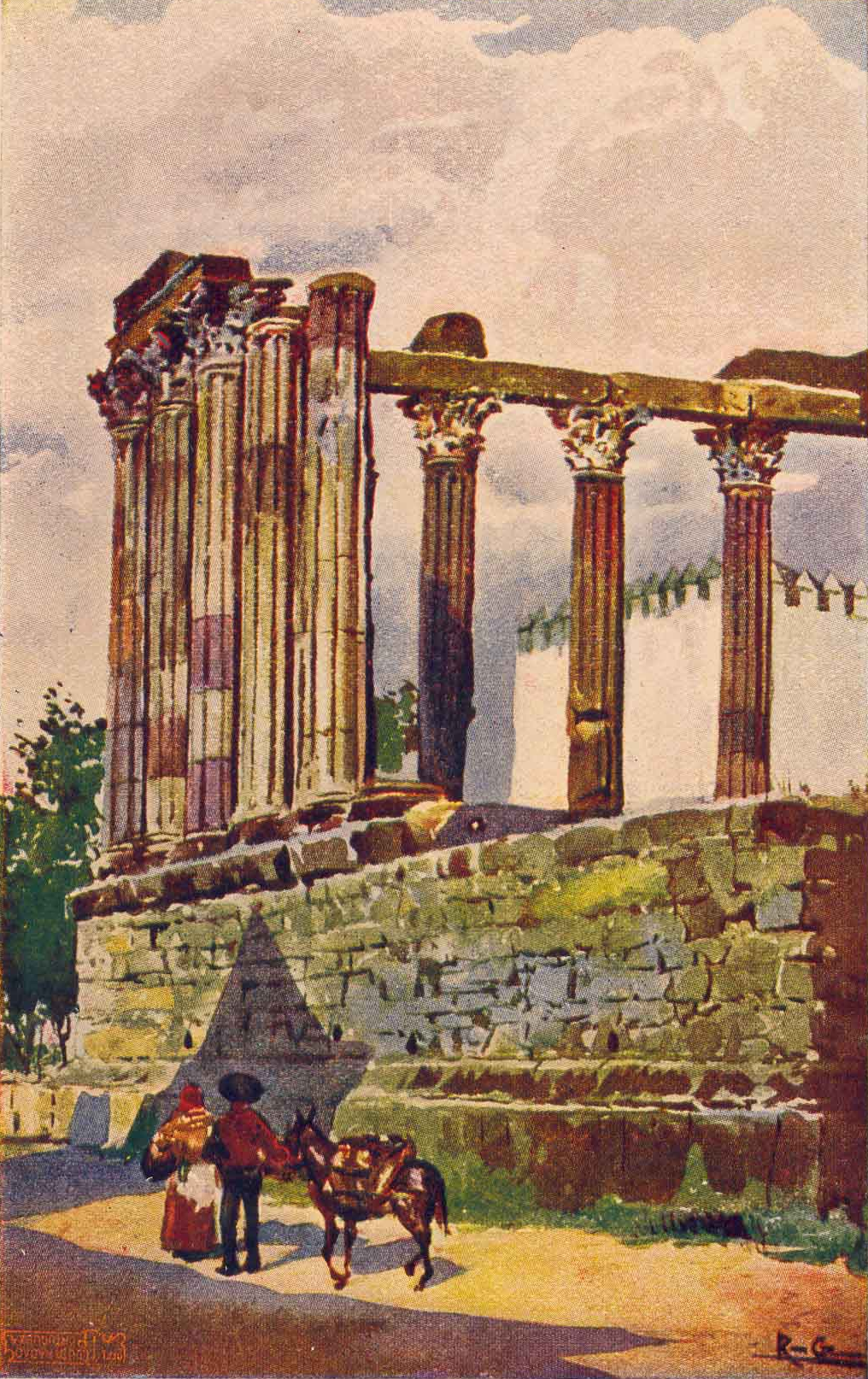
Quadro Templo de Diana em Évora, pintado por Roque Gameiro em 1917.

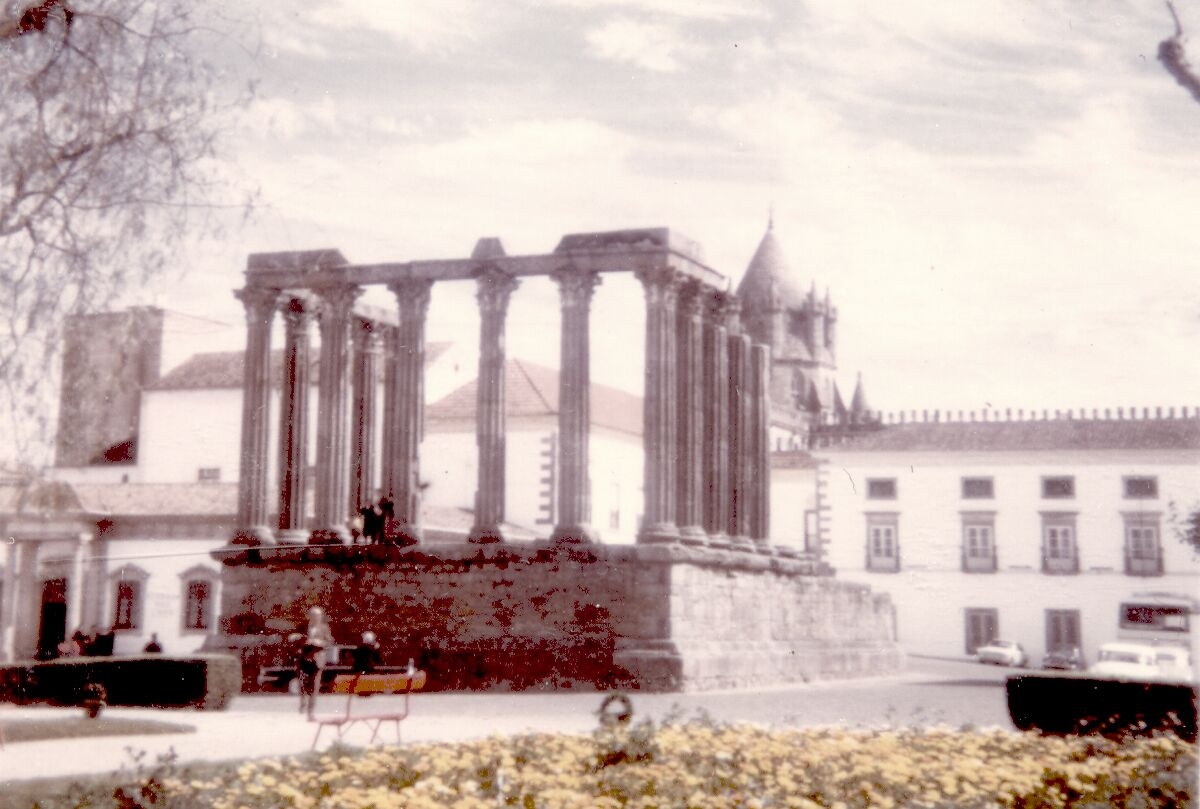
Fotografia do Templo, em 1970.

### Século XX
O edifício foi inicialmente classificado por um decreto de 10 de Junho de 1907 como Ruínas do Templo Romano, tendo sido depois elevado a Monumento Nacional por um decreto de 16 de Junho de 1910. Em Outubro de 1946, o templo romano foi palco de uma cerimónia católica, organizada pela Mocidade Portuguesa Feminina.
Na década de 1980 iniciou-se uma nova fase de pesquisas arqueológicas, dirigidas por Theodor Hauschild e Felix Teichner. As escavações, feitas entre 1982 e 1990, concentraram-se na zona do templo e da Praça do Fórum, tendo sido feitas importantes descobertas sobre a história da cidade durante os períodos romano e moderno, e principalmente sobre o templo em si, que foi considerado um dos maiores e melhor conservados na Península Ibérica, levando à sua classificação como Património Mundial da UNESCO em 1986, como parte do Centro Histórico. Em 1987 foram continuados os trabalhos de levantamento da planta do edifício, tendo sido feita uma sondagem no canto sudoeste, e descobertos os vestigios de uma possível escadaria no lado Sul. No ano seguinte continuaram as escavações, desta vez perto dos alicerces no canto noroeste do templo, tendo sido descoberto um muro em alvenaria de pedras, com cerca de 0,80 m de espessura. Em 1990 foram encontrados vestígios de tanques de água, por baixo de três camadas de enchimento datadas do século XIX, e foram feitas investigações sobre os acessos ao templo, tendo-se chegado à conclusão que a entrada do pódio não se fazia pela escadaria larga, mas por duas escadas nas zonas laterais do templo, que se iniciavam na praça, junto aos tanques. Entre Agosto e Setembro do ano seguinte prosseguiram as pesquisas, tendo um dos objectivos sido confirmar o tamanho e a função de um espaço em frente do templo, que originalmente estava coberto por lajes de mármore. Em 1992 continuaram as pesquisas na praça em frente ao templo, tendo sido descoberta uma porta, que poderia ter sido o ponto de acesso ao resto da cidade. Em 1993 foi confirmada a planta em forma de U dos tanques de água, semelhante à encontrada no Capitólio de Luni, e verificou-se que o espólio encontrado no local pertencia totalmente aos princípios do período imperial de Roma, não tendo sido descobertas peças do período republicano, pelo que a cisterna poderá ter construída durante as primeiras fases de urbanização do local, quando ainda não tinha sido instalado o aqueduto. Constatou-se igualmente que os tanques de água foram parcialmente danificados durante a instalação de silos, durante o período medieval, e de condutas para água e electricidade, na época contemporânea. Em 1995 foram feitas pesquisas que demonstraram quais foram as utilizações e modificações feitas no complexo do fórum e do templo, após o período romano, enquanto que em 1996 foram identificados os muros do antigo Palácio da Inquisição e retomaram-se as investigações nos tanques, tendo sido descobertos vestígios de grandes alterações ao longo da história, e aberturas para saída de água nos cantos Noroeste e Nordeste. No ano seguinte foram feitas obras de reordenamento urbanístico na zona em redor do templo, e em 1998 e 1999 foi organizado e estudado o espólio encontrado no local. As pesquisas feitas na década de 1990 provaram que o edifício teria sido dedicado ao imperador Augusto, desacreditando desta forma a teoria que servia para o culto da deusa Diana. Durante a década de 1980, também foram feitas obras de manutenção no monumento.
Em 1996, foram feitas pesquisas arqueológicas no subsolo do museu, na sequência de obras para ampliar o edifício, tendo sido encontrados vestígios do pavimento do antigo fórum romano, em mármore, e colunas romanas que poderiam fazer parte de uma posssível basílica.

### Século XXI

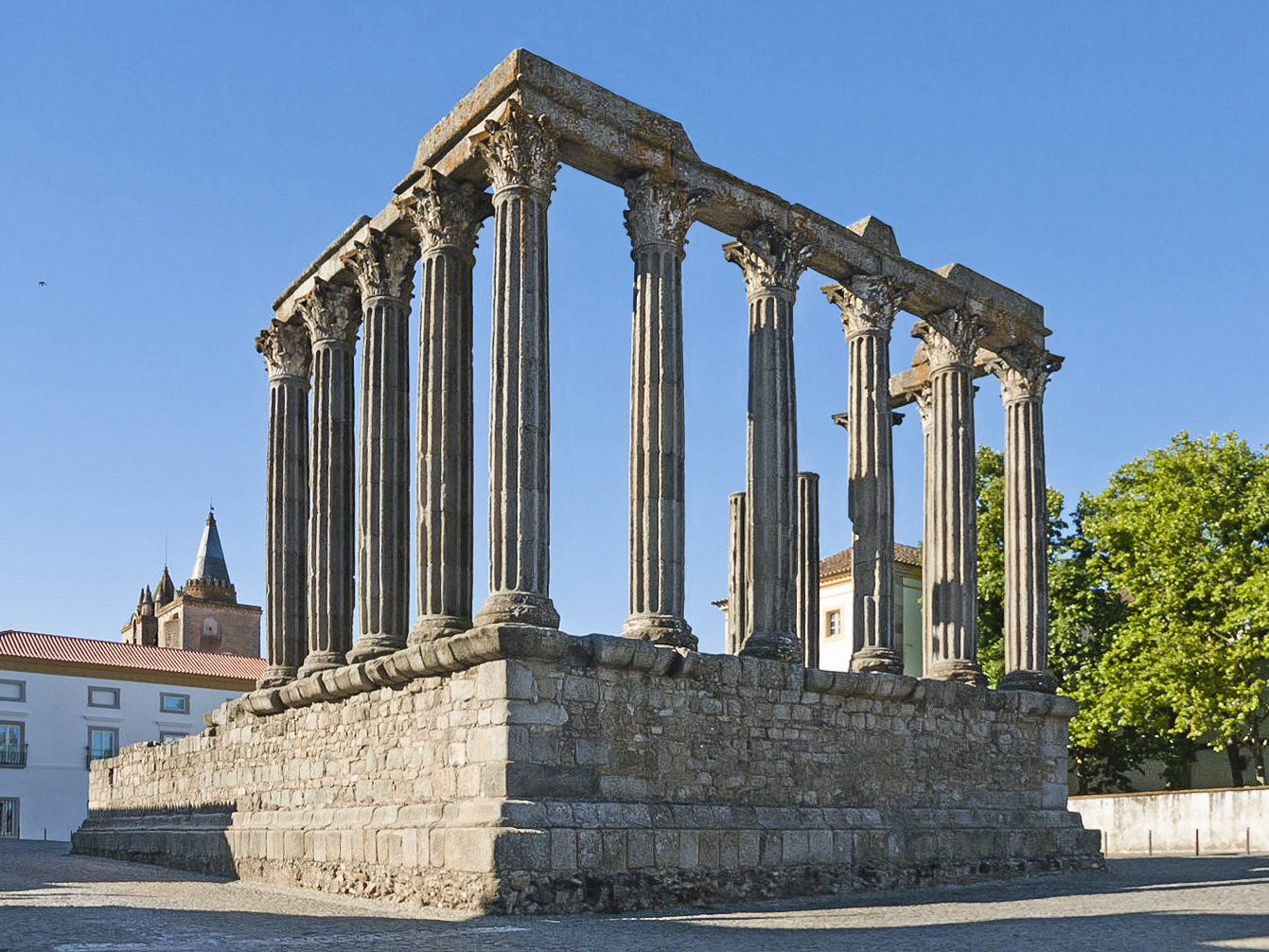
Faces Noroeste e Nordeste do templo, em Julho de 2009.

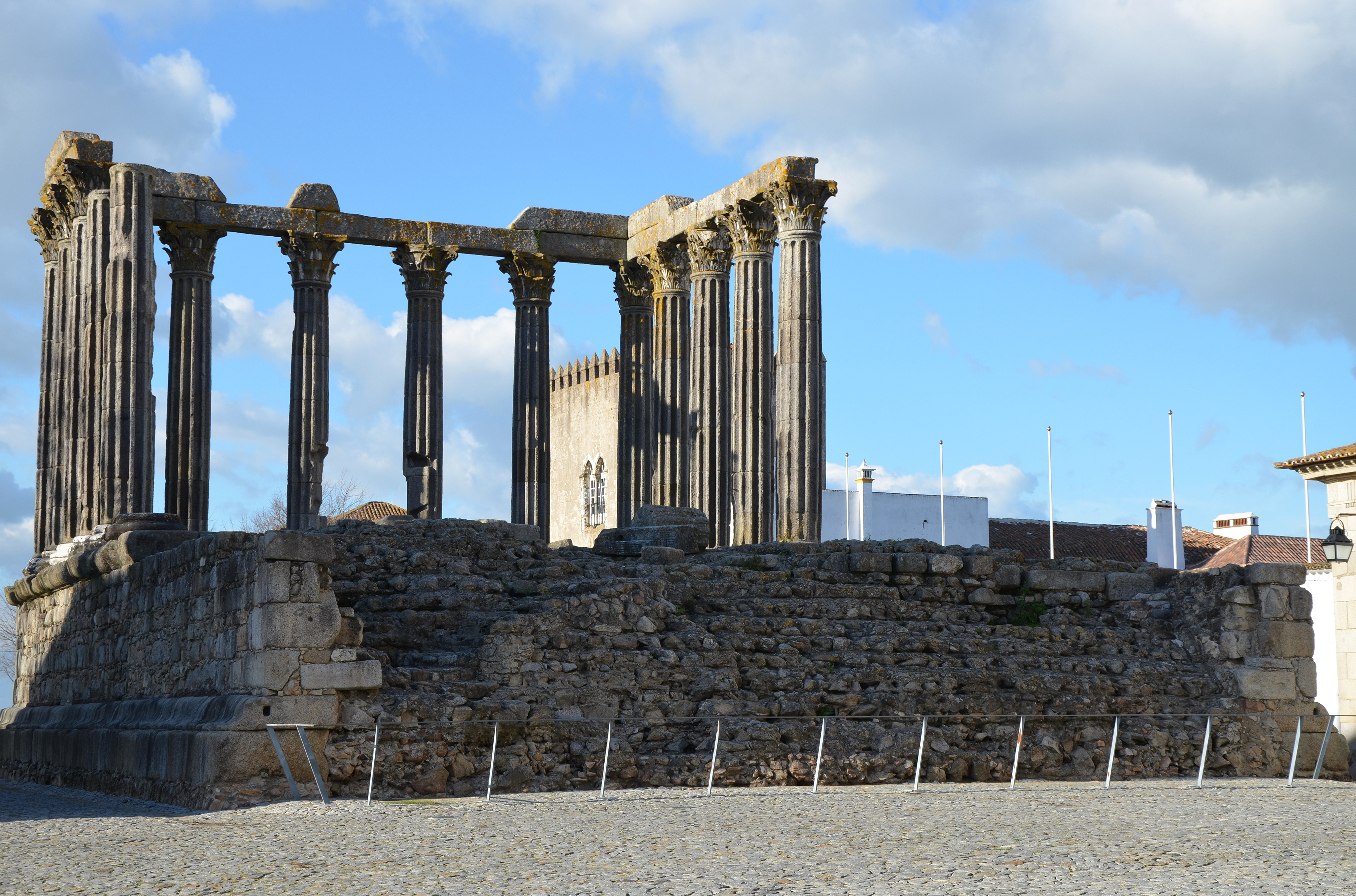
Lado sudeste do templo, onde se encontrava a escadaria de acesso ao pódio.

Em 2000 foram feitas obras de valorização do monumento, que consistiram no recondicionamento do trânsito automóvel na zona envolvente, e em 2009 foram abertas valas junto ao templo para instalação de canalização de gás, intervenção que teve acompanhamento arqueológico.
Após um sismo de 4,4 na escala de Richter, no século XXI, foram feitas análises estruturais ao edifício através do uso de fotografias de satélite, tendo-se verificado que o templo não tinha ficado danificado, provando a resistência dos seus materiais. No entanto, o edifício continuou a sofrer os efeitos da degradação natural, tendo sido encontrada, numa visita de rotina, uma pedra com cerca de 20 Kg de peso, que tinha pertencido a uma coluna coríntia. A causa provável desta queda terá sido a falta de manutenção, uma vez que o monumento não era alvo de obras de conservação desde a década de 1980, e os movimentos do próprio edifício, ao longo da sua história. Na sequência deste incidente, foram feitos trabalhos de emergência, para prevenir a queda de mais pedras, de forma a garantir a segurança dos visitantes e a preservação do templo. Verificou-se a existência de danos em várias partes do complexo, principalmente nos capitéis, e constatou-se que muitos fragmentos tinham sido impedidos de cair apenas devido à presença de uma camada biológica, que cobria as colunas, arquitrave e capitéis. No entanto, esta camada estava ao mesmo tempo a provocar desgaste nos elementos arquitectónicos, e dificultou o trabalho dos técnicos, pelo que foi removida através da utilização de um biocida. As obras de reparação, que estiveram a cargo da empresa Nova Conservação – Restauro e Conservação do Património Artístico-cultural, tiveram lugar em 2017, e incluíram a recolocação de cerca de 250 fragmentos e lascas, principalmente em mármore. Destaca-se a colocação de duas peças nos capitéis, que vieram da reserva do Museu Nacional Frei Manuel do Cenáculo e cuja recolocação não tinha sido ainda feita devido a dúvidas sobre a sua origem. Os capitéis foram limpos e restaurados, e as partes que estavam em risco de cair foram fixadas com uma argamassa composta por cal e inertes muito finos em pó de pedra. Durante os trabalhos de restauro dos capitéis, foram encontrados vestígios de reparações com cerca de dois mil anos, provavelmente de danos causados às peças durante a construção do edifício. Além da camada biológica, o monumento também tinha sofrido os efeitos da sujidade e poluição, tendo sido totalmente limpo, ficando desta forma à vista as diferenças entre os materiais utilizados, o mármore e granito. Foi igualmente elaborado um mapeamento em desenho e fotografia do templo, de forma a facilitar as futuras obras de reparação. Os trabalhos tiveram uma duração aproximada de quatro meses, tendo sido concluídas em Dezembro de 2017. No total, esta intervenção custou cerca de 50 mil euros, e contou com a colaboração da autarquia de Évora e das Universidades de Évora, Minho e Coimbra.
Em 26 de Junho de 2018, o Ministro da Cultura, Luís Filipe de Castro Mendes, discursou durante a jornada O Templo Romano de Évora no auditório do Centro de Arte e Cultura da Fundação Eugénio de Almeida. O ministro considerou a intervenção no monumento como de grande importância, uma vez que conjugou os trabalhos de restauro do edifício com o seu estudo, tendo sido utilizadas técnicas avançadas, incluindo o Laboratório Hercules da Universidade de Évora. O diretor deste laboratório, António Candeias, afirmou que o processo foi uma oportunidade para obter vários materiais do templo, cujo estudo serviu para aprofundar os conhecimentos sobre as técnicas e os tipos de materiais que tinha sido utilizados durante a sua construção. O Laboratório criou um modelo a tridimensional dos capitéis, e fez testes de um novo biocida não tóxico, com bons resultados. O ministro Luís Mendes elogiou igualmente a rapidez com que a Direcção Regional de Cultura do Alentejo e da Direcção-Geral do Património Cultural agiram no sentido de avaliar e corrigir o problema, após a queda das pedras. No mesmo dia foi apresentada a obra Laudator, que compilou os resultados das investigações nas décadas de 1980 e 1990 no templo romano, incluindo a conclusão que terá sido construído para o culto imperial, principalmente ao imperador Augusto, que chegou a ser considerado como uma divindade.
Em Abril de 2019, a Direcção Regional de Cultura do Alentejo informou que durante esse mês, uma organização norte-americana iria fazer o levantamento tridimensional do património cultural na região do Alentejo, incluindo o Templo Romano de Évora, como parte do programa Global Digital Heritage. Em 30 de Maio desse ano, o templo foi iluminado em tons de laranja ao anoitecer, como parte de uma campanha de sensibilização da Sociedade Portuguesa da Esclerose Múltipla.

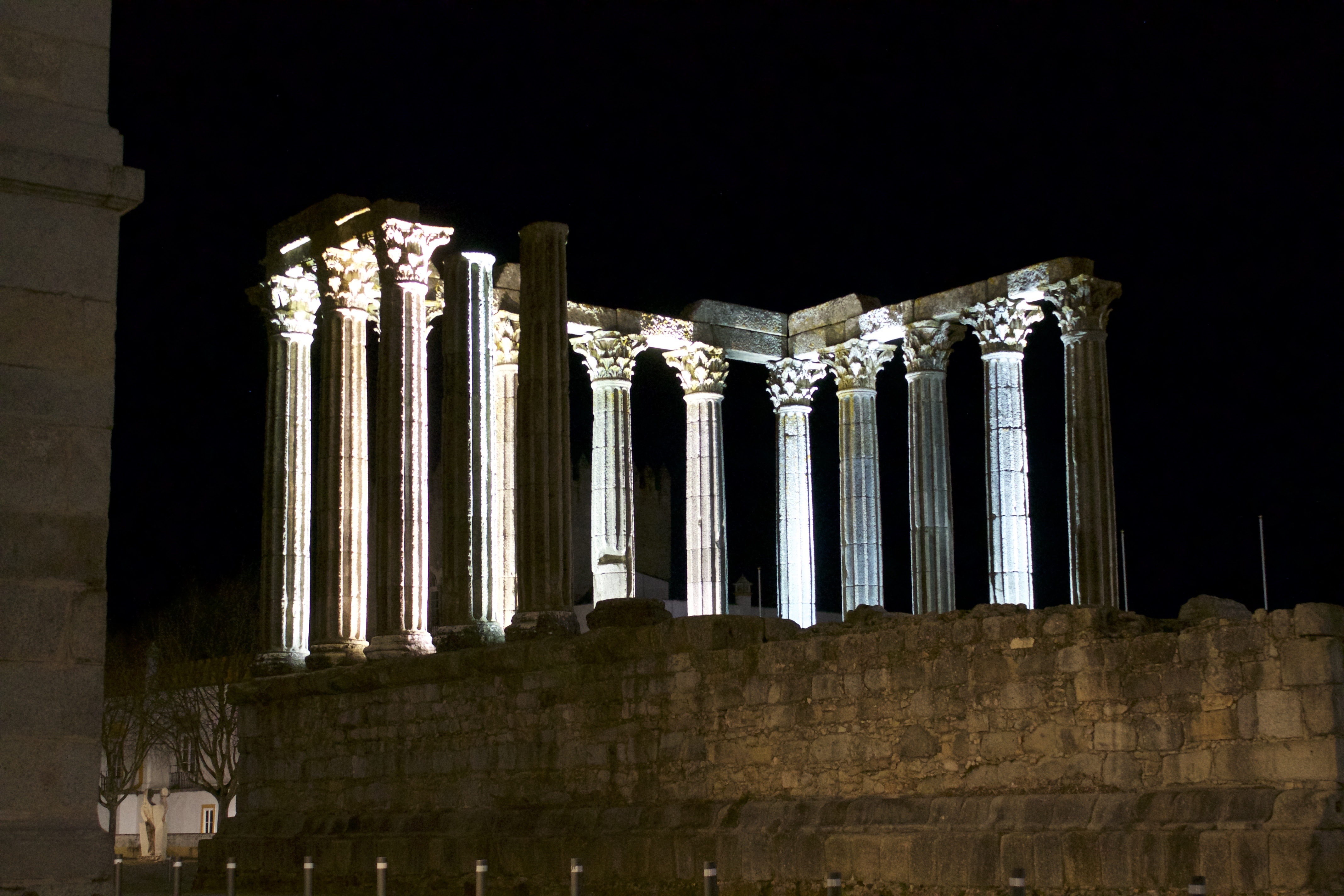
Templo de Évora em 2017, mostrando a iluminação nocturna.

## Leitura recomendada
- FERNANDES, Lídia Fernandes; SILVA, Jorge Nuno (2012). O tabuleiro de jogo do alquerque dos nove no templo romano de Évora 1ª ed. Lisboa: Apenas. 20 páginas. ISBN 978-989-618-386-8